# Vectisaurus
Vectisaurus valdensis is de naam die in 1879 door de geoloog John Whitaker Hulke werd gegeven aan fossiel materiaal dat toebehoorde aan een ornithopode dinosauriër. Omdat de resten zo schamel zijn, wordt de naam tegenwoordig als een nomen dubium beschouwd, een naam die toegekend is aan resten die niet diagnostisch zijn — dus te slecht bewaard gebleven dan dat ooit vastgesteld zou kunnen worden dat ander materiaal tot hetzelfde geslacht behoort. 
Het holotype, BMNH R.2494-R.2499, bestaat uit een stuk darmbeen en wat beschadigde wervels, fragmentarisch materiaal uit verschillende vondstplaatsen uit Wessex — en dus niet, zoals de geslachtsnaam zou kunnen doen vermoeden van het eiland Wight (Vectis in het Latijn); deze verwijzing is het gevolg van een vergissing over de precieze herkomst van de fossielen, die door particuliere verzamelaars waren aangekocht van commerciële fossielenjagers. Hulke dacht dat ze gevonden waren bij een klip nabij Brighstone. De soortnaam verwijst naar de Waldenformatie van het Krijt die zo'n 130 miljoen jaar geleden werd afgezet. Het gaat om stukken bot die toebehoorden aan kleine dieren van tot zo'n vier meter lang. Meestal wordt aangenomen dat het in feite gaat om resten van jonge individuen van de soort Iguanodon atherfieldensis; maar dat kan men niet met zekerheid stellen, anders zou die soort, gegeven het feit dat V. valdensis 46 jaar eerder werd beschreven, Iguanodon valdensis moeten heten. Dat het om jonge dieren gaat, kan men zien aan de onvolledige verbening van de botuiteinden, die ten dele verantwoordelijk is voor de slechte conservatie. In 2006 werd door Gregory S. Paul aan I. atherfieldenis een eigen geslacht toegekend, Mantellisaurus; ook hij was van mening dat het Vectisaurus- materiaal te pover is om een toeschrijving mogelijk te maken; anders zou I. atherfieldensis hernoemd moeten worden tot het aparte geslacht Vectisaurus met als soort V. valdensis.
Precies dezelfde problematiek speelt bij de in 1850 beschreven Heterosaurus en de in 1888 beschreven Sphenospondylus.